# スロースバーグ

ロックランド郡内の位置

スロースバーグ（Sloatsburg）は、アメリカ合衆国ニューヨーク州のロックランド郡にある村。人口は3,036人（2020年）。ラマポ町の中に位置する。

## 歴史
この村は、もともとデラウェア・インディアンの狩猟地であった。そして、インディアンが利用していたラマポ峠の途中にある土地であった。
1800年、ニューヨークのマンハッタンとアルバニーを結ぶ道路が建設され、この村は発展した。現在でも、この道路は、ニューヨーク・ステート・スルーウェイ、59号線、ノーフォーク・サザン鉄道が通っており、交通の大動脈となっている。